# Sergei Stepanowitsch Tschachotin

Symbol der Eisernen Front

Sergei Stepanowitsch Tschachotin (russisch Сергей Степанович Чахотин; * 13. September 1883 in Konstantinopel; † 24. Dezember 1973 in Moskau) war ein russischer Mikrobiologe und gesellschaftlicher Visionär.

## Leben
Tschachotin stammte aus einer russischen Familie. Sein Vater, Stephan, war Vizekonsul und Chefdolmetscher an der russischen Botschaft in Konstantinopel. Seine Mutter, Alexandra, war Griechin. Er besuchte das Gymnasium in Odessa, das er 1901 mit dem Reifezeugnis mit Auszeichnung verließ, und studierte danach zunächst in Moskau Medizin, anschließend ging er, wie viele junge Intellektuelle in Russland, zum Studium nach Deutschland an die Universitäten München (1902/03), Berlin (1903/04) und Heidelberg (1903/07). Tschachotin arbeitete bei Alberico Benedicenti am Institut für experimentelle Pharmakologie der Universität Messina in Italien und promovierte 1908 bei Otto Bütschli in Heidelberg über Die Statocyste der Heteropoden. Als Gegner der Oktoberrevolution wurde er im russischen Bürgerkrieg Krasnows Propagandaminister. In den Jahren vor dem Ersten Weltkrieg reiste er durch Europa. In seiner freien Zeit begann er die Werke seines Doktorvaters, Otto Bütschli, ins Russische zu übersetzen. 1912 erhielt er eine Anstellung an der Akademie für Militärmedizin in St. Petersburg. Nach der Februarrevolution engagierte er sich für die soziale und politische Erziehung der Jugend, indem er Artikel in einer Zeitung veröffentlichte. Er gehörte dabei den Sozialdemokraten, den Menschewiki, an. Nach der Oktoberrevolution von 1918 floh er nach Südrussland und schloss sich der Armee von General Kornilow an. Er wurde dort Leiter der Propagandaabteilung, floh aber kurz darauf nach Paris. Er arbeitete von 1920 bis 1921 in Frankreich als Biologe und fand im März 1921 eine Anstellung als Professor in Zagreb. Seine Professur wurde 1922 annulliert, da den Sammelband „Smena wech“ (Wechsel der Wegzeichen) 1921 mit veröffentlicht hatte, in dem er eine Position vertrat, die der Meinung Lenins entsprach. Anfang 1922 kehrte er nach Paris zurück. Im März 1922 siedelte er nach Berlin über und wurde Herausgeber der Zeitung „Nakanune“ (Am Vorabend). Die Zeitung veröffentlichte wissenschaftliche Beiträge über den Marxismus und näherte sich der Ideologie der UdSSR an. Die Zeitung wurde 1924 eingestellt und er arbeitete nunmehr bei der sowjetischen Handelsmission in Berlin.
Von 1930 bis 1933 war er Gastwissenschaftler in Heidelberg und erhielt ein Stipendium der Researchcooperation in New York. In dieser Zeit war er weiterhin als Biologe tätig und veröffentlichte Aufsätze und Abhandlungen. Er wurde Mitglied der Naturfreunde und der Arbeiter-Esperanto-Bewegung. Er engagierte sich aktiv gegen die NSDAP, besonders im Rahmen der Eisernen Front, und wies früh auf die Gefahren des Nationalsozialismus hin.
Ab 1933 – nach der Entlassung im April aus dem Heidelberger Kaiser-Wilhelm-Institut – lebte er im Exil, erst in Dänemark, dann in Frankreich, wo er später in Compiègne interniert wurde.
Tschachotin war weiterhin Chefideologe der Eisernen Front in Deutschland. Mit Carlo Mierendorff entwarf er 1932 die „drei Pfeile“ (im Original: „Trepil mot Hagekors“), die zum Symbol der Eisernen Front (1931–1933) wurden. Die drei Pfeile wurden deshalb gewählt, da man das Hakenkreuz der NSDAP damit sehr einfach überzeichnen konnte.
Im April 1934 siedelte er wieder nach Paris über, konnte dort aber zunächst keine wissenschaftliche Anstellung finden. Er fand dort wieder Anschluss an linke Kreise und veröffentlichte 1939 sein Werk Le Viol des Foules par la Propaganda politique. Nach der Besetzung von Paris durch die deutsche Wehrmacht wurde er verhaftet und in das Konzentrationslager in Compiègne verbracht. Nach der Intervention von befreundeten deutschen Professoren wurde er wieder entlassen.
Er war mit Einstein und Pawlow befreundet.
1958 kehrte er nach Russland zurück, wo er in verschiedenen Forschungsinstituten der Akademie der Wissenschaften der UdSSR arbeitete, zunächst in Leningrad, dann in Moskau.
So lebte er in verschiedenen Ländern Europas und bekämpfte sowohl die russische Revolution als auch den Faschismus und Nationalsozialismus. Er ist einer der Initiatoren der modernen Form der Propaganda und einer der wichtigsten Massenpsychologen des 20. Jahrhunderts. Sein Nachlass wurde in Paris entdeckt.

## Dreipfeil gegen Hakenkreuz
Sein Hauptwerk Dreipfeil gegen Hakenkreuz (1933), das auch in französischer, englischer und dänischer Übersetzung erschien, ist eine Analyse der NS-Propaganda, mit dem Ziel, eine sozialistische entgegenzusetzen.

## Werke
Mikrobiologische Schriften (als Sergeï Tschachotin)
- Über die bioelektrischen Ströme bei Wirbellosen und deren Vergleich mit analogen Erscheinungen bei Wirbeltieren. Vergleichend-physiologische Studie. In: Archiv für die gesamte Physiologie des Menschen und der Tiere. Bd. 120, H. 10–12 (16. Dezember 1907), S. 565–617, doi:10.1007/BF01677381.
- Die Statocyste der Heteropoden. Engelmann, Leipzig 1908 (Dissertation, Naturwissenschaftlich-mathematische Fakultät der Universität Heidelberg, 23. Juni 1908); auch in: Zeitschrift für wissenschaftliche Zoologie. Bd. 90, S. 343–422.
- Die mikroskopische Strahlenstichmethode, eine Zellenoperationsmethode. In: Biologisches Centralblatt. Bd. 32 (1912), H. 10, S. 623–630.
- Ueber Strahlenwirkung auf Zellen, speziell auf Krebsgeschwulstzellen, und die Frage der chemischen Imitation derselben. In: Münchener medizinische Wochenschrift. Bd. 59 (1912), H. 44, S. 2379–2381.
- Eine Mikrooperationsvorrichtung. In: Zeitschrift für wissenschaftliche Mikroskopie und für mikroskopische Technik. Bd. 29, H. 2 (10. Oktober 1912), S. 188–191.
- Eine hygienische Saugpipette für bakteriologische und chemische Zwecke. In: Zentralblatt für Bakteriologie, Parasitenkunde und Infektionskrankheiten. Bd. 67 (1913), S. 319 f.
- Eine neue Spritz- und Tropfflasche für Laboratorien. In: Zeitschrift für biologische Technik und Methodik. Bd. 3 (1915), S. 83.

Weitere wissenschaftliche Schriften
- Rationelle Organisation von biologischen Instituten und Rationelle Technik der geistigen Arbeit des Forschers. In: Methoden der allgemeinen vergleichenden Physiologie (= Handbuch der biologischen Arbeitsmethoden. Abt. V: Methoden zum Studium der Funktion der einzelnen Organe des tierischen Organismus. Teil 2). 2. Hälfte, Urban & Schwarzenberg, Berlin 1936, S. 1597–1650 und 1651–1702.
- Serge Tchakhotine: Organisation rationelle de la recherche scientifique. Hermann, Paris 1938.

Politische Schriften
- Sergej Cachotin: Organizacija; Cachotin, S. S., Prof.; Principy i metody v proizvodstve, torgovle, administracii i politike. S 100 ris. i tabl. Berlin: Opyt, 1923 [Organisation] (russisch).
- Sergej Cachotin: Evropejskaja Literatura po NOT; Cachotin, S. S., prof. Moskva: NKRKI, 1924 [Die europ. Literatur über d. 'Wiss. Organisation d. Arbeit'. Bibliographie] (russisch).
- Carlo Mierendorff und Sergej Tschachotin: Grundlagen und Formen politischer Propaganda. Magdeburg: Bundesvorstand des Reichsbanners Schwarz-Rot-Gold 1932.
- Aktivierung der Arbeiterschaft. In: Neue Blätter für den Sozialismus. Bd. 3 (1932), H. 3, S. 149–151.
- Sergei Tschachotin: Dreipfeil gegen Hakenkreuz. Verlag Aktiver Sozialismus, Kopenhagen 1933.
- Sergei Tschachotin: Trepil mod Hagekors. København: Frem-Forl., 1933.
- Serge Tchakhotine: Le Viol des Foules par la Propaganda politique. Paris: Nrf, Gallimard 1939 (eine durchgesehene und erweiterte Übersetzung der deutschen Fassung. Eine zweite Auflage erschien 1952, Digitalisat).
- Serge Chakotin: The Rape of the Masses. The Psychology of Totalitarian Political Propaganda. New York: Alliance Book Corp. 1940.
- Serge Chakotin: The rape of the masses : the psychology of totalitarian political propaganda. Transl. from the 5. ed. by E. W. Dickes. London: Labour Book Service, 1940.
- Serghej Ciacotin: Tecnica della propaganda politica. Milano: Sugar, 1964.
- Serge Tchakhotine: A mistificação das massas pela propaganda política. Tradução de Miguel Arraes. Rio de Janeiro: Civilização Brasileira, 1967.
- S. Tchakhotine: La morale du point de vue biologique et la notion de culpabilite, in: Psyche, Revue internationale des sciences de l'homme et de psychanalyse. Numeros 18 et 19, avril/mai 1948. Numero double special sur la culpabilite. Paris, 1948.
- Sergej Tschachotin: Pod raswalinami Messiny. Rasskas saschiwo pogrebennowo w semljetrjasenii 1908 goda. Messina, 2008.
- Sergej Tchakhotine: Sotto le macerie di Messina. Racconto di un sopravvissuto al terremoto del 1908. Intilla editore Messina, 2008.

## Film
- Sergej in der Urne (Film, Regie: Boris Hars-Tschachotin)